# Boeing Defense, Space & Security
A Boeing Defense, Space & Security é uma divisão dentro da empresa aeroespacial norte-americana Boeing. Foi originalmente criada em 2002, com o nome de Boeing Integrated Defense Systems, a partir da fusão das divisões Military Aircraft and Missile Systems e Space and Communications. Ela é responsável pelo desenvolvimento de aeronaves e tecnologias aeroespaciais e bélicas. A Boeing Defense se tornou, em 2021, a terceira maior empresa de defesa no mundo.